# (14550) Lehký
(14550) Lehký (1997 UU7) – planetoida z pasa głównego asteroid okrążająca Słońce w ciągu 3,51 lat w średniej odległości 2,31 j.a. Odkryta 27 października 1997 roku.